# الیو (فیلم)
الیو (انگلیسی: Elio) یک فیلم علمی تخیلی ماجراجویی انیمیشنی آمریکایی محصول سال ۲۰۲۵ است که توسط استودیوی انیمیشن پیکسار برای والت دیزنی پیکچرز ساخته شده است. این فیلم به کارگردانی مادلین شارافیان، دومی شی و آدریان مولینا و با فیلم‌نامه‌ای نوشته جولیا چو، مارک همر و مایک جونز، بر اساس داستانی از مولینا، شرفیان، شی و چو ساخته شده است. صداپیشگان این فیلم شامل یوناس کیبراب، زوئی سالدانا، رمی ادگرلی، براندون مون، براد گرت، جمیله جمیل، دیلن گیلمر، جیک گتمن، ماتیاس شوایگهوفر، آنا د لا رگه‌را، آتسوکو اوکاتسوکا و شرلی هندرسون می‌شوند. داستان فیلم دربارهٔ پسری یازده‌ساله به نام اِلیو سولیس (با صدای کیبراب) است که به‌طور تصادفی پس از برقراری تماس با موجودات بیگانه و انتقال به «کامیونیورس» (Communiverse)، سفیر بین‌کهکشانی سیاره زمین می‌شود. او باید با موجودات بیگانه عجیب‌وغریب ارتباط برقرار کند و با بحرانی در ابعاد بین‌کهکشانی روبه‌رو شود.
ایده الیو توسط مولینا با الهام از دوران کودکی و احساس انزوای اجتماعی او شکل گرفت، به‌ویژه از تجربه بزرگ شدنش در یک پایگاه نظامی و سپس تحصیل در مؤسسه هنرهای کالیفرنیا. این فیلم در سپتامبر ۲۰۲۲ به‌طور رسمی معرفی شد و مولینا به‌عنوان کارگردان آن انتخاب شده بود. اما مولینا بعداً برای کار روی پروژه کوکو ۲ (۲۰۲۹) از این پروژه کناره‌گیری کرد و در اوت ۲۰۲۴ اعلام شد که شی و شرفیان به‌عنوان کارگردانان اصلی جایگزین او شده‌اند. تیم تولید فرآیندی به نام «پروژه کالج» را طراحی کردند تا ظاهر محیط فضایی کامیونیورس را خلق کنند. فیلم با استفاده از لنز آنامورفیک مجازی فیلم‌برداری شد و از ابزار جدید نورپردازی پیکسار به نام «لونا» برای تعریف سریع نورپردازی و زیبایی‌شناسی کلی استفاده شد. موسیقی متن فیلم توسط راب سیمونسن ساخته شده است.
الیو در تاریخ ۱۰ ژوئن ۲۰۲۵ در تئاتر ال کاپیتان در هالیوود، لس آنجلس، اکران اولیه خود را داشت و در ۲۰ ژوئن ۲۰۲۵ در سینماهای ایالات متحده به نمایش عمومی درآمد. این فیلم نقدهای مثبتی از منتقدان دریافت کرده است.

## بازخورد

### گیشه
در ایالات متحده و کانادا، «الیو» همزمان با ۲۸ سال بعد اکران شد و در ابتدا پیش‌بینی می‌شد که در آخر هفته افتتاحیه خود حدود ۳۰ میلیون دلار از ۳٫۷۵۰ سینما فروش داشته باشد. این فیلم در روز اول اکران خود ۹ میلیون دلار فروش داشت، که شامل ۳ میلیون دلار از پیش‌نمایش‌های چهارشنبه و پنج‌شنبه بود، و این امر پیش‌بینی‌ها را تا ۲۰ تا ۲۲ میلیون دلار کاهش داد.

### واکنش منتقدان
در وبگاه جمع‌آوری نقد راتن تومیتوز، ٪۸۵ از ۱۳۱ بررسی منتقدان مثبت است. اجماع این وبگاه چنین می‌نویسد: «با تکیه بر مضمون تقویت عزت‌نفس، جدیدترین شگفتی کیهانی پیکسار، الیو، جهانی خیالی پر از آفرینش‌های اصیل را با جلوه‌ای خیره‌کننده به نمایش می‌گذارد.» این فیلم در متاکریتیک که از میانگین وزنی استفاده می‌کند، بر اساس نظر ۳۹ منتقدین امتیاز ۶۶ از ۱۰۰ را کسب کرده که نشان‌گر «نقدهای عموماً مطلوب» است. مخاطبان مورد بررسی توسط سینماسکور به الیو به‌طور میانگین نمره «A» در مقیاس A+ تا F دادند، در حالی که افرادی که در نظرسنجی پست‌ترک شرکت کردند، به آن امتیاز کلی مثبت ۸۳ درصد اختصاص دادند و ۵۹ درصد اظهار کردند که قطعاً فیلم را توصیه می‌کنند.